# Macrorhynchia gravelyi
Macrorhynchia gravelyi är en nässeldjursart som beskrevs av Mammen 1965. Macrorhynchia gravelyi ingår i släktet Macrorhynchia och familjen Aglaopheniidae.
Artens utbredningsområde är Indiska oceanen. Inga underarter finns listade i Catalogue of Life.